# Công Hải
Công Hải là một xã thuộc tỉnh Khánh Hòa, Việt Nam.

## Địa lý
Xã Công Hải có ranh giới với các xã:
- Phía đông giáp biển Đông.
- Phía tây giáp xã Bác Ái Đông
- Phía nam giáp các xã Vĩnh Hải, Ninh Hải, Thuận Bắc
- Phía bắc giáp xã Nam Cam Ranh

Xã có diện tích 124,30 km², dân số năm 2025 là 14.727 người, mật độ dân số đạt 118 người/km².
Trên địa bàn xã có Quốc lộ 1 và đường sắt Bắc Nam đi qua. Ngoài ra, một phần vườn quốc gia Núi Chúa cũng nằm trên địa bàn xã.

## Lịch sử
Xã Công Hải được thành lập vào ngày 13 tháng 3 năm 1979 trên cơ sở đổi tên từ xã Phước Công. Khi mới thành lập, xã thuộc huyện Ninh Hải.
Ngày 7 tháng 7 năm 2005, huyện Ninh Hải được chia thành hai huyện Ninh Hải và Thuận Bắc, xã Công Hải trực thuộc huyện Thuận Bắc như hiện nay.
Ngày 16 tháng 6 năm 2025, Ủy ban Thường vụ Quốc hội ban hành Nghị quyết số 1667/NQ-UBTVQH15 về việc sắp xếp các đơn vị hành chính cấp xã của tỉnh Khánh Hòa năm 2025 (nghị quyết có hiệu lực từ ngày 16 tháng 6 năm 2025). Theo đó, hợp nhất xã Phước Chiến vào xã Công Hải.